# Gran Camiño
Il Gran Camiño è una corsa a tappe maschile di ciclismo su strada che si svolge dal 2022 in Galizia, comunità autonoma della Spagna. È inclusa nel calendario UCI Europe Tour come prova di classe 2.1.

## Storia
La corsa è nata grazie all'iniziativa dell'ex ciclista spagnolo Ezequiel Mosquera per riportare il ciclismo professionistico in Galizia dopo vent'anni dalla chiusura della Vuelta a Galicia. La prima edizione si è svolta in quattro tappe nel febbraio del 2022, e ha visto il successo finale di Alejandro Valverde.

## Albo d'oro
Aggiornato all'edizione 2025.
| Anno | Vincitore          | Secondo          | Terzo               |
| ---- | ------------------ | ---------------- | ------------------- |
| 2022 | Alejandro Valverde | Michael Woods    | Mark Padun          |
| 2023 | Jonas Vingegaard   | Jesús Herrada    | Ruben Guerreiro     |
| 2024 | Jonas Vingegaard   | Lenny Martinez   | Egan Bernal         |
| 2025 | Derek Gee          | Davide Piganzoli | Magnus Cort Nielsen |